# Maruti Omni

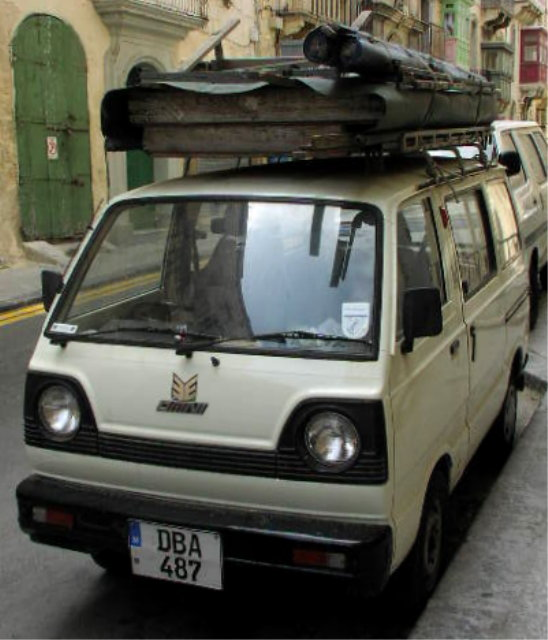
Maruti Omni

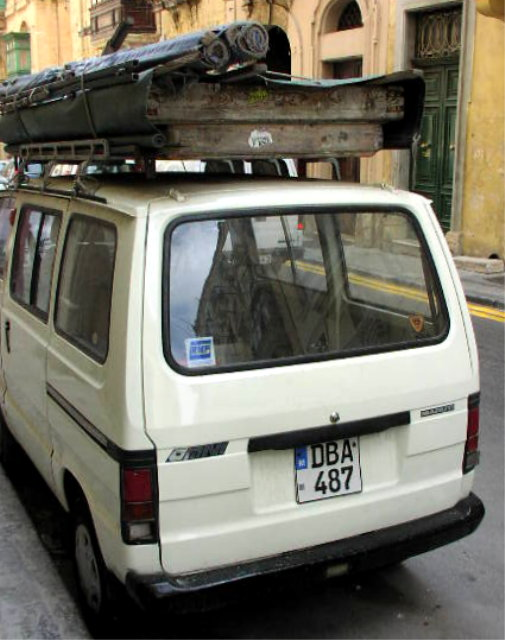
Maruti Omni

Der Maruti Omni ist ein Kleintransporter auf Basis des Suzuki Carry der von Maruti Udyog in Indien seit 1984 produziert wird. Die erste Version des Maruti Omni hatte den gleichen 796-cm³-Motor wie der Maruti 800. Er war das zweite Fahrzeug das von Maruti Udyog gebaut wurde, ein Jahr nach dem Maruti 800.
Der Maruti Omni wird als Kleinbus und Kastenwagen gebaut. Die Minibusversion besitzt zwei zusätzliche Sitze hinter den Vordersitzen mit Sicht nach hinten, die den Maruti Omni zu einem Achtsitzer macht. Die Lieferwagenversion besitzt keine Rücksitze. Beide Versionen haben seitliche Schiebetüren. Ein Pick-up Modell wurde bis 2010 gebaut und 2011 durch den Maruti APV ersetzt.

## Technische Daten
- Maximalgeschwindigkeit: 110 km/h
- Anfangsbeschleunigung: 0 bis 60 km/h in 9 s
- Treibstoffverbrauch in der Stadt: 7,1 bis 7,7 l/100 km (Normalbenzin)
- Hubraum: 796 cm³ Dreizylindermotor
- maximales Drehmoment: 60 Nm bei 3.000/min